# 캘거리 서지
캘거리 서지(영어: Calgary Surge)는 캐나다 앨버타주 캘거리을 연고지로 하는 CEBL 소속 프로 농구 팀이다.

## 역대 홈경기장
| 캘거리 서지     |             |                 |      |
| 경기장          | 사용기간    | 장소            | 비고 |
| 원스포츠 아레나 | 2023년~현재 | 앨버타주 캘거리 | 빈칸 |